# Винтовка Росса
Винтовка Росса — это магазинная винтовка с затвором прямого действия под патрон .303 British, которая производилась в Канаде с 1903 по 1918 год.
Ross Mk. II (или «модель 1905») считалась очень успешной в стрельбе по мишеням до Первой мировой войны, но малые допуски патронника, отсутствие первичного извлечения и длина сделали Mk. III (или «1910») непригодной для условий позиционной войны, что усугублялось часто выпускаемыми боеприпасами низкого качества.
К 1916 году винтовка была снята с вооружения, но продолжала использоваться многими снайперами Канадского экспедиционного корпуса до конца войны из-за своей исключительной точности.
Компания Ross Rifle Co. с самого начала производила спортивные винтовки, в первую очередь под патрон .280 Ross, впервые представленный в 1907 году. Этот патрон считается первым, достигшим начальной скорости 914 м/с, за счёт чего приобрел весьма значительную популярность среди спортивных стрелков и охотников.

## История

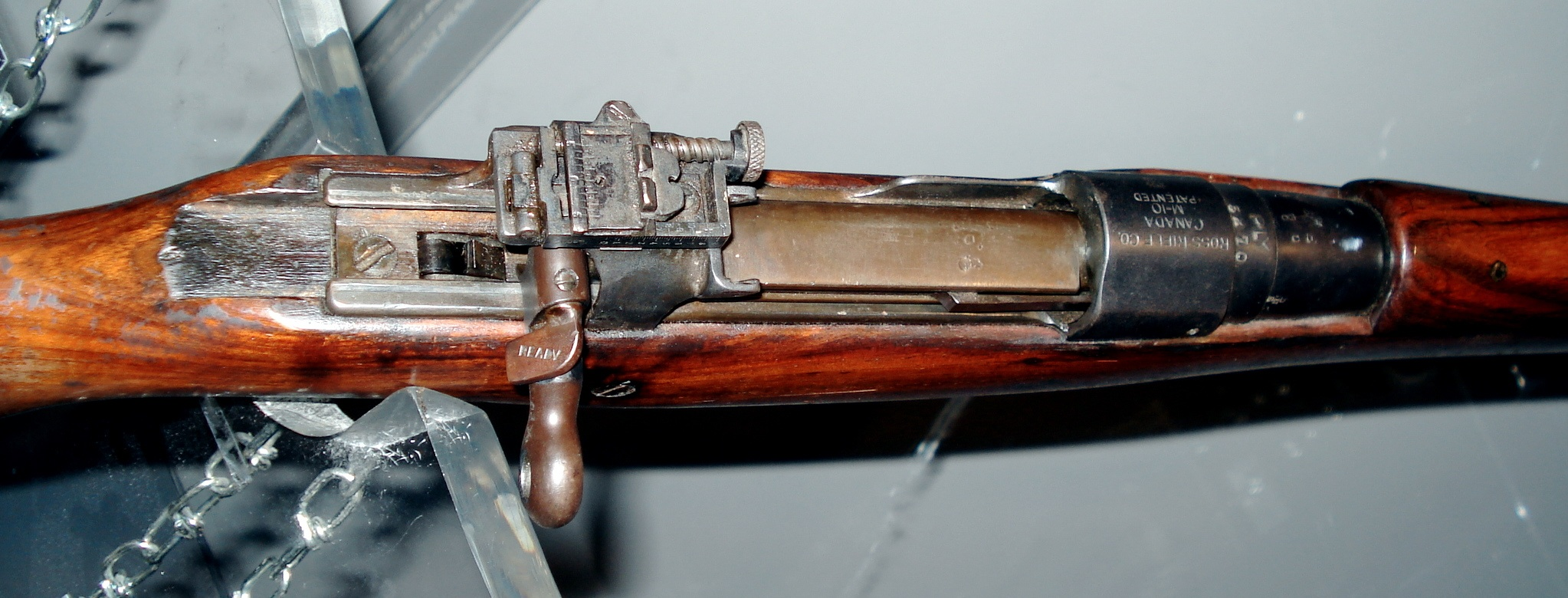
Винтовка Росса в Музее Королевского канадского полка в Лондоне, Онтарио.

Во время Второй англо-бурской войны (1899–1902) между Канадой и Соединённым Королевством вспыхнула небольшое дипломатическое разногласие после того, как последнее отказалось лицензировать конструкцию винтовки Ли-Энфилд SMLE для производства в Канаде. Сэр Чарльз Росс предложил профинансировать строительство завода в Канаде для производства его недавно разработанной винтовки с затвором прямого действия для канадской службы. Это предложение было принято правительством Сэра Уилфрида Лорье, и в 1903 году Росс получил свой первый контракт на поставку 12.000 винтовок Ross Mark I.
Принято считать, что конструкция Росса была вдохновлена австрийской магазинной винтовкой Mannlicher M1895 с затвором прямого действия, принятой на вооружение Австро-Венгрии в 1890-х годах и использовавшейся на протяжении всей Первой мировой войны, а также и во Второй мировой войне. Самые ранние винтовки Росса безошибочно заимствовали ряд деталей непосредственно у Манлихера, который был относительно новой конструкцией на момент, когда Росс производил свои первые винтовки в конце 1890-х годов.
Принцип действия затвора с прямым вытягиванием включает в себя «втулку» затвора, к которой прикреплен рычаг или рукоятка затвора. Втулка полая и имеет спиральные канавки или «зубцы», вырезанные на её внутренней поверхности, по которым скользят соответствующие выступы или «зубцы» на внешней стороне головки или «тела» болта. При перемещении рычага затвора и втулки головка затвора вынуждена поворачиваться примерно на 90°, фиксируя или разблокируя её в ствольной коробке винтовки. Таким образом, чтобы открыть или закрыть затвор винтовки, рукоятку затвора и гильзу достаточно сдвинуть назад или вперед.

## Служба
Первые 1000 винтовок были переданы на испытания Королевской северо-западной конной полиции. Плановая проверка перед эксплуатационными испытаниями выявила 113 дефектов, достаточно серьёзных, чтобы гарантировать отказ. Одним из них был плохо спроектированный замок затвора, из-за которого затвор мог выпасть прямо из винтовки. Другой причиной были плохо закалённые пружины, которые описывались как «мягкие, как медь». В 1906 году Конная полиция вернулась к своим более старым винтовкам Winchester model 1894 и Ли-Метфорд. Винтовка Росса была модифицирована для исправления этих недостатков и стала Ross Mark II (Модель 05 (1905 г.)). В 1907 году Mk II был модифицирован для работы с более высоким давлением недавно разработанного патрона .280 Ross. Данный вариант получил название Mk II**. Модель 10 (1910 г.) представляла собой совершенно новую конструкцию, призванную исправить недостатки модели 1905 г. Ни одна из основных частей моделей 1905 и 1910 годов не является взаимозаменяемой. Хотя британцы теперь поощряли стандартизацию по всей Империи на Ли-Энфилд, Канада осталась на винтовке Росса. Модель 10 была стандартным пехотным оружием Первого канадского контингента Канадского экспедиционного корпуса, когда он впервые прибыл во Францию в феврале 1915 года.

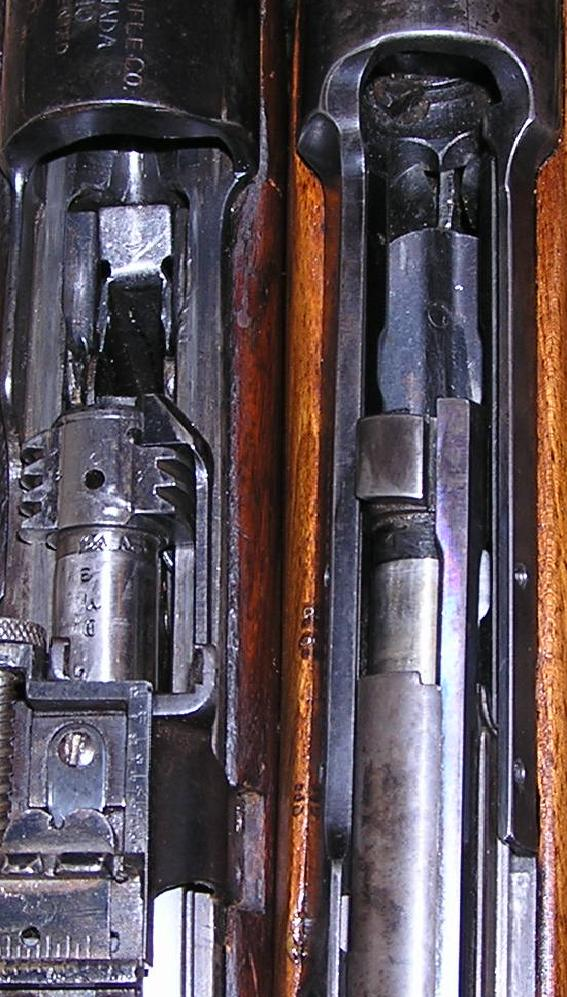
Сравнение механизмов Ross Mk III (1910 г.) и Mk II** (1907 г.)

Недостатки винтовки стали очевидны перед Второй битвой при Ипре в апреле 1915 года. Канадский полк легкой пехоты принцессы Патриции была первым подразделением, выразившим свои негодования по поводу винтовки. Полк заменил винтовку Росса на более знакомую и надёжную винтовку Ли-Энфилд, а позже убедил 3-ю дивизию перейти на неё. Винтовка показала плохую устойчивость к грязи при использовании в полевых условиях, особенно резьба винтов, приводящая в действие проушины затвора, заклинивающая оружие в открытом или закрытом состоянии. У винтовки также были проблемы при использовании боеприпасов британского производства, которые производились с более низкими требованиями к качеству, чем боеприпасы канадского производства. Другая часть проблемы с заклиниванием возникла из-за того, что внешняя поверхность затвора ударилась о упор, а затем деформировала форму резьбы. Затвор также можно было разобрать для плановой очистки и случайно собрать заново таким образом, что он не зафиксировался, но при этом позволил произвести выстрел, что привело к серьёзной травме или смерти солдата, когда затвор отлетал обратно ему в лицо. Однако количество сообщений о подобных инцидентах, связанных с этим конкретным недостатком, было относительно небольшим. Ещё одним недостатком была тенденция прикреплённого штык-ножа смещаться и выпадать во время выстрела из винтовки. Многие канадцы из Первого контингента (теперь переименованного в 1-ю канадскую дивизию) в Ипре целенаправленно забирали винтовки Ли-Энфилд у павших британских солдат, чтобы заменить свои собственные винтовки Росса. Лейтенант Крис Скривен из 10-го батальона отметил, что иногда требовалось пять человек, чтобы поддерживать огонь из одной винтовки. Майор Т.В. Скадамор из полка Британской Колумбии, попавший в плен в Ипре после ранения, писал о «презренной» винтовке Росса: «Те, кто находится на передовой с этой винтовкой, никогда не забудут… каково это — быть атакованным цветущей немецкой армией... и не иметь возможности сделать ответный выстрел».
Жалобы быстро дошли до главного спонсора винтовки, министра милиции и обороны Канады Сэма Хьюза. Тем не менее он продолжал верить в её эффективность винтовки, несмотря на профессиональное мнение сэра Эдвина Элдерсона, офицера британской армии, который был командиром Первой канадской дивизии. Винтовка стала элементом политических вопросов внутри Канады, а также между Канадой и Британией. Хьюз ответил на критику Элдерсона, обвинив его в невежестве, и скопировал письмо многим офицерам корпуса. В результате доверие к Элдерсону и винтовке было подорвано. Хьюз также обвинил канадских офицеров в том, что они дали отрицательные отзывы об этой винтовке. После того, как отрицательные сообщения о винтовке были опубликованы в газете Ottawa Citizen, становилось всё более очевидным, что его собственные заявления перед Палатой общин о том, что все недостатки винтовки были устранены, были явно ложными, и защита винтовки Хьюзом больше не могла получить поддержку премьер-министра.
Винтовка Росса был более точной на больших дистанциях, чем SMLE, что потенциально позволило решить серьёзную проблему, с которой столкнулись британские и канадские войска во время англо-бурской войны, благодаря точному огню на большие дистанции из винтовки Mauser Model 1895 под патрон 7×57 мм. Всего было выпущено около 420.000 винтовок Росса, 342.040 из которых были закуплены британцами.

## Замена

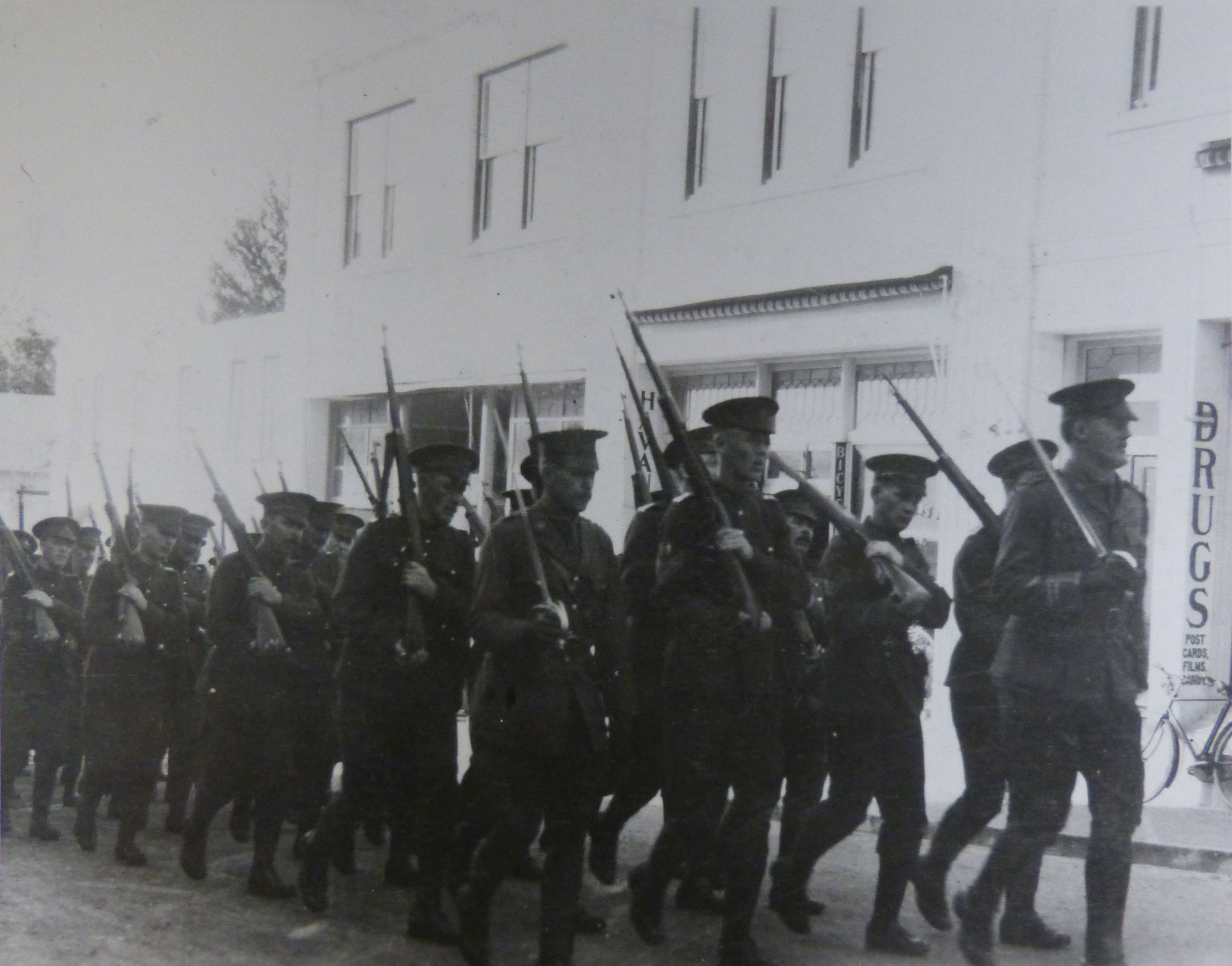
38-й батальон, вооружённый винтовками Росса, на Куин-стрит, город Гамильтон, Бермудские острова, 1915 год.

Канадцы сохранили винтовки Росса, даже когда во Францию прибыли дополнительные контингенты. 12 июня 1915 года 1-я канадская дивизия заменила все свои винтовки Росса на винтовки Ли-Энфилд. Ко времени битвы на Сомме в июле 1916 года сэр Дуглас Хейг, новый главнокомандующий британскими экспедиционными силами, приказал заменить все винтовки Росса в трёх канадских дивизиях на винтовки Pattern 1914 Enfield, которые стали доступны в большом количестве. Хьюз отказался признать, что с винтовкой Росса были проблемы, и потребовалось вмешательство многих влиятельных людей, чтобы убедить его в обратном. В ноябре 1916 года Хьюз подал в отставку после решения сэра Роберта Бордена назначить министра заморских войск. Затем винтовки Росса использовались в учебных целях как в Канаде, так и в Великобритании, чтобы освободить больше Ли-Энфилдов для фронта. После вступления США в войну в 1917 году винтовки Росса были отправлены в США по тем же причинам, что высвободило запасы винтовок M1903 Springfield. Репутация Хьюза неизбежно была запятнана, но сэр Чарльз Росс уже заработал значительное состояние на контрактах на разработку и производство винтовок, несмотря на свою репутацию. Примерно в то же время оружейная фабрика «Доминион» (Квебек) переоборудовала несколько винтовок Росса в автоматическую винтовку Хуота под руководством конструктора Джозефа Альфонса Хуота. Это была весьма эффективная конструкция, питавшаяся из барабанного магазина, дешевле, чем пулемёт Льюиса. Несмотря на успешные испытания, на вооружение он так и не был принят.

## На вооружении
- Канада – Стандартная служебная винтовка Канадского экспедиционного корпуса с 1905 по 1916 год. Был заменён SMLE MK. III и MK. III*, но всё ещё использовался снайперами из-за своей высокой точности.[11]
- Чили – В 1920 году, Великобритания доставила корабль Almirante Latorre (HMS Canada) в Чили. На борту корабля были 200 винтовок Ross Mk III, ставшие собственностью Чилийского флота.[1]
- Китай[1] – Британец Морис Коэн, генерал Сунь Ятсена, закупил 500 винтовок Росса (вероятно Mark I) для Китая в 1911 году.
- Эстония – Великобритания поставляла винтовки Ross Mk III странам Прибалтики после Первой мировой войны.[1]
- Франция – Некоторое количество винтовок было поставлено во время Первой мировой войны.[1]
- Германская империя – Некоторое количество винтовок было захвачено во время Первой мировой войны.[12]
- Нацистская Германия - Винтовки захваченные у Канадских солдат использовались Вермахтом под обозначением Gewehr 280(e), а захваченные у РККА - Gewehr 280(r).
- Хагана – Закупала и использовала винтовки Росса во время арабо-израильской войны 1947–1949 годов.
- Британская Индия – Примерно 8.000 винтовок Ross Mk III были поставлены в 1942 году для полиции.[1]
- Индонезия[1]
- Латвия – Винтовки MkIIIB Ross использовались латвийской армией во время борьбы за независимость Латвии. Поставлялись Великобританией. После стала стандартной служебной винтовкой.[1][13] Также использовались военизированным формированием Айзсарги и, с 1928 года, полицией.[14]
- Литва[1] – Великобритания поставляла винтовки Ross Mk III странам Прибалтики после Первой мировой войны. Литовская армия закупила около 55 000 винтовок и около 50-60 миллионов патронов по низкой цене в Италии в 1924 году.
- Люксембург[15]
- Нидерланды
- Новая Зеландия[1]
- Норвегия – В мае 1942 года, войска норвежского движения Сопротивления получили партию винтовок Ross Mk III в Западном Шпицбергене.[1]
- СССР – Имела небольшой запас данных винтовок со времён гражданской войны в России. Часть из них поставлялась республиканцам во время гражданской войны в Испании. После захвата стран Прибалтики в 1940 году, СССР получила запас данных винтовок, которые впоследствии использовались во время Великой Отечественной войны. В 1954 году, Винтовки Ross Mk III, переделанные под патрон 7,62×54 мм успешно использовались на Чемпионате мира по стрельбе в Каракасе.[1]
- Вторая Испанская Республика – СССР поставлял винтовки Ross Mk III вооружённым силам Испанской Республики во время гражданской войны в Испании.[1]
- Великобритания – Использовались королевским военно-морским флотом.[16][17] Отряды местной обороны также использовали винтовки Ross Mark IIIB.[18]
- США[19][20] – Закупала около 20.000 винтовок Mk II3*для использования в качестве учебных винтовок во время Первой мировой войны.
- Белое движение – Великобритания поставляла данные винтовки белому движения во время гражданской войны в России. Впоследствии винтовки были захвачены Красной армией[21].